# دومنوني
دومنوني أو دومنونيس هي قبيلة بريطانية سكنت منطقة تُعرف تاريخيًا باسم دومنونيا، وهي تشمل اليوم كورنوول وديفون، بالإضافة إلى أجزاء من دورست وسومرست، أي أقصى الجنوب الغربي من جزيرة بريطانيا. وقد استمرت هذه القبيلة من العصر الحديدي وحتى بدايات الفترة الساكسونية.
أما من الجهة الشرقية، فكانت حدودهم مشتركة مع قبيلة الدوروتريجيس.

## أصل التسمية
وصف ويليام كامدن، في طبعته لسنة 1607 من كتاب Britannia، مقاطعتي كورنوول وديفون على أنهما جزآن من نفس "البلاد"، قائلاً:
"كانت في العصور القديمة مأهولة بتلك البريطانيين الذين دعاهم سولينوس Dunmonii، وسماهم بطليموس Damnonii، أو (كما نجد في بعض النسخ الأخرى) بصورة أكثر دقة Danmonii... ولكن... بلاد هذه الأمة قد انقسمت في الوقت الحاضر إلى قسمين، يُعرفان بالأسماء الأحدث: كورنوول و"دينشير" [ديفونشير]...
أما الإقليم الأقرب، أو ذلك الجزء الأقرب من بلاد الدانمونيين الذي تحدثت عنه، فهو يُعرف الآن عمومًا باسم دينشير، أو كما يسميه البريطونيون الكورنيون 'Dewnan'، والبريطونيون الويلزيون 'Duffneint' [كذا]، أي 'الوديان المنخفضة'، لأن الناس يسكنون في الغالب في الوديان؛ ويسميه الساكسون الإنجليز 'Deven-schire'، الذي اشتُق منه الاسم اللاتيني 'Devonia'، والذي اختصره عامة الناس إلى 'Denshire'."

تعلم كامدن بعض الويلزية خلال دراسته، ويبدو أنه هو أول من فسّر اسم "دومنوني" على أنه يعني "سكان الوديان العميقة"، اعتمادًا على معرفته باللغة الويلزية المعاصرة له. وفي الويلزية الحديثة، يُطلق على ديفون اسم "Dyfnaint".
أما اللغوي جون ريس (John Rhŷs) فقد اقترح لاحقًا أن اسم القبيلة مشتق من اسم إلهة تُدعى "دومنُو" (Domnu)، والتي قد تعني "إلهة الأعماق". ويظهر الجذر البروتو-كلتيكي *dubno- أو *dumno- والذي يعني "العمق" أو "الأرض" (وربما "الظلمة" أو "الكآبة" ) في أسماء شخصية مثل دومنوريكس (Dumnorix) ودوبنوفيلونوس (Dubnovellaunus) . كانت هناك مجموعة أخرى تحمل اسمًا مشابهًا ولكن ليس لها روابط معروفة وهي مجموعة فير دومنان في كوناخت .
الاسم الروماني لمدينة إكسيتر كان:
ايسكا دومنوريوم، أي "إيسكا الخاصة بالدومنوني"، حيث الجذر Isca- يعني "ماء". ما يشير إلى أن المدينة كانت مدينة محصنة قائمة قرب نهر اكس حتى قبل أن يؤسسها الرومان رسميًا حوالي سنة 50 ميلادية.
وأعطت قبيلة الدومنوني اسمها للمقاطعة الإنجليزية المعاصرة ديفون، ويتجلى هذا الاسم اليوم في اللغتين البريطونيتين المتبقيتين:
- في الكورنية: Dewnens
- في الويلزية: Dyfnaint

في القرن التاسع عشر، اعتبر المؤرخ الفرنسي أميدي تييري (في كتابه Histoire des Gaulois، سنة 1828) أن الدومنوني هم أنفسهم الكورنيون (les Cornouailles).
في العصر الفيكتوري، أشار بعض المؤرخين أحيانًا إلى القبيلة باسم "دامنوني" (Damnonii)، وهو أيضًا اسم لقبيلة أخرى في جنوب اسكتلندا، لكن لا توجد روابط معروفة بين هاتين القبيلتين.

## اللغة
كان شعب دومنونيا يتحدث لهجة من اللغة البريتونية الجنوبية الغربية من اللغات السلتية، وهي لهجة مشابهة للسلف المباشر للغتين الكورنية (Cornish) والبريتونية (Breton) الحديثتين.
تُظهر الأدلة الأثرية وجود مهاجرين إيرلنديين يُعرفون باسم الدييسي ، ويتجلى ذلك من خلال الأحجار المنقوشة بحروف الأوغام (Ogham) التي تركوها خلفهم، وقد تم تأكيد هذه الأدلة وتعزيزها من خلال دراسات علم الأسماء الجغرافية (Toponymy) . وتجدر الإشارة إلى أن هذه الأحجار تكون أحيانًا منقوشة باللاتينية، وأحيانًا أخرى باللغتين معًا: الأوغام واللاتينية. وقد اقترح تريسترام ريسدون أن لهجة بريتونية استمرت في منطقة ساوث هامز (جنوب ديفون) حتى القرن الرابع عشر، إضافةً إلى استمرار استخدامها في كورنوال.
.

## الإِقلِيم

موقع دومنوني في ما يعرف الآن بكورنوال وديفون.

تضع جغرافيا بطليموس في القرن الثاني الميلادي قبيلة الدومنونِيِّين (Dumnonii) غرب قبيلة الدوروتريجيس (Durotriges). ويُشير الاسم Purocoronavium الذي يظهر في كتاب "كوزموغرافيا رافينا" إلى وجود قبيلة فرعية تُدعى كورنافِي أو كورنوفِي (Cornavii أو Cornovii)، ويُعتقد أن هؤلاء قد يكونون أسلاف شعب كورنوال (Cornish).
أما غايوس يوليوس سولينوس، فيحتمل أنه كتب في القرن الثالث الميلادي، وقد ذكر ما يلي:
"يفصل هذا المضيق المضطرب جزيرة سيلورا (Silura) عن الشاطئ الذي تسيطر عليه قبيلة الدومنونيين، وهم قبيلة بريطانية. رجال هذه الجزيرة ما زالوا يحافظون على عادة قديمة: فهم لا يستخدمون النقود. بل يعطون ويأخذون، ويحصلون على ضروريات الحياة من خلال المقايضة بدل المال. وهم يبجلون الآلهة، ويعلن الرجال والنساء على حد سواء معرفتهم بالغيب."
وفي الحقبة ما بعد الرومانية، ظهرت مملكة بريطونية تُدعى دومنونيا (Dumnonia)، وكانت تغطي كامل شبه الجزيرة (جنوب غرب بريطانيا)، مع أن بعض الباحثين يعتقدون أنها كانت فعليًا اتحادًا من ممالك فرعية.
وقد تم تأسيس مملكة دومنونيه (Domnonée)، إلى جانب مملكة كورنواي (Cornouaille)، في منطقة أرموريكا (شمال غرب فرنسا) عبر القنال الإنجليزي مباشرة. وتُظهر هذه المملكة ارتباطًا واضحًا بالسكان البريطانيين، مما يشير إلى وجود صلة قديمة بين شعوب الضفاف الغربية للمحيط الأطلسي، وهي صلة تؤكدها أيضًا الأنماط الجينية الحديثة لشعبي ديفون وكورنوال.

## المستوطنات

### إيسكا دومنيوروم
الاسم اللاتيني لمدينة إكستر (Exeter) هو إيسكا دومنونيوروم (Isca Dumnoniorum)، ويعني حرفيًا "مياه الدومنونيين". وكانت هذه الأوبّيدوم (مصطلح لاتيني يُشير إلى بلدة مهمة أو مركز حضري محصّن) قائمة على ضفاف نهر إكس (Exe)، ومن المؤكد أنها كانت موجودة قبل تأسيس المدينة الرومانية حوالي سنة 50 ميلادية. كلمة "إيسكا" (Isca) مشتقة من الكلمة البريتونية (الكلتية الجنوبية الغربية) التي تعني "ماء جارٍ"، وهي نفسها التي أُطلقت على نهر إكز. ويقابلها في اللغة الغيلية (الإيرلندية والاسكتلندية) كلمة "uisce/uisge" التي تعني أيضًا "ماء"، ومنها جاءت الكلمة الإنجليزية الشهيرة whisky (بمعنى "ماء الحياة"). ويظهر هذا الأصل اللغوي في الاسم الويلزي لإكستر: Caerwysg، أي "المستوطنة المحصّنة على نهر الويِسْك".
ظهرت إيسكا دومنونيوروم بدايةً كمستوطنة نشأت حول حصن روماني تابع للفيلق الثاني أوغوستا (Legio II Augusta)، وهي واحدة من أربع مدن (poleis) نسبها بطليموس إلى قبيلة الدومنونيين (Dumnonii). كما أنها مذكورة ضمن طريقين من "دليل أنطونين" في أواخر القرن الثاني الميلادي.
بُني حمّام فيلقي داخل الحصن ما بين عامي 55 و60 م، ثم خضع لتجديدات بعد ذلك بقليل (حوالي 60–65 م)، لكن حوالي سنة 68 م (وربما حتى قبلها سنة 66)، تم نقل الفيلق إلى حصن جديد في غلوستر (Gloucester)، ما أدى إلى تفكيك حصن إيسكا، وتُرك الموقع مهجورًا.
حوالي سنة 75 م، بدأ العمل على منتدى (ساحة) المدينة ومبنى البازيليكا في موقع القيادة العسكرية السابقة (principia)، وبحلول أواخر القرن الثاني الميلادي كانت أسوار المدينة المدنية (civitas) قد اكتملت. بلغ سمك الأسوار 3 أمتار وارتفاعها 6 أمتار، وكانت تُحيط بنفس مساحة الحصن العسكري السابق تمامًا.
ومع ذلك، بحلول أواخر القرن الرابع الميلادي، كانت المدينة تشهد تدهورًا وانحسارًا في النشاط.
1. ↑  "Celtic Inscribed Stones Project (CISP) on-line database". مؤرشف من الأصل في 2025-01-21.
2. ↑  "Population genetics". مؤرشف من الأصل في 2025-06-16.
3. ↑  "The Celtic Tribes of Britain: The Dumnonii". Roman Britain Organisation. مؤرشف من الأصل في 2015-09-29. اطلع عليه بتاريخ 2012-07-05.
4. ↑  "ISCA DVMNONIORVM". Roman Britain. مؤرشف من الأصل في 2025-01-22.

### مستوطنات أخرى
بالإضافة إلى إيسكا دومنونيوروم (Isca Dumnoniorum)، أورد بطليموس في كتابه الجغرافيا في القرن الثاني الميلادي ثلاثة مدن أخرى تابعة لقبيلة الدومنونيين (Dumnonii):
- فوليبا (Voliba): لا تزال مجهولة الموقع حتى الآن.
- أوكسيلّا (Uxella): يُحتمل أنها كانت على نهر آكس (River Axe) أو عند لونسيستون (Launceston).
- تامارا (Tamara): تُعتبر بشكل عام واقعة على نهر تامار (River Tamar).

في "كوزموغرافيا رافينا" (Ravenna Cosmography)، تظهر الاسمان الأخيران بشكلين مختلفين قليلًا: "Tamaris" و"Uxelis"، وتُضاف إليهما عدة أسماء أخرى يُحتمل أنها كانت مستوطنات في أراضي دومنونيا، ومنها:
- نيميتوستاتيو (Nemetostatio): الاسم مرتبط بكلمة "نيميتون" (nemeton) الكلتية، التي تعني "معبد" أو "غابة مقدسة". يُحتمل أنها تشير إلى نورث توتون (North Tawton) في ديفون، حيث يوجد تحصين روماني قد يكون ذا طابع عسكري أو مركزًا لجمع الضرائب.
- بوروكورونافيس (Purocoronavis): ربما يشير إلى حصن تلٍّ محلي مهم مثل كارن بريا (Carn Brea) أو تينتاجل (Tintagel). وقد أدى هذا الاسم إلى تكهنات بوجود صلة مع الكورنوفيين (Cornovii)، وهي قبيلة ذات اسم مشابه.

تشمل المواقع الرومانية البريطانية الأخرى في دومنونيا ما يلي:
- توبشام (Topsham, Devon): مستوطنة وميناء خدم إيسكا دومنونيوروم، وكانت متصلة بها بطريق ونهر.[1]
- نانستالون (Nanstallon, Cornwall): تحصين عسكري مربع الشكل، يبدو أنه كان مرتبطًا بتعدين القصدير في موقع بوسكارن (Boscarne) المجاور.[2]
- ماونت باتن (Mount Batten, Devon): ميناء قصدير من العصر الحديدي استمر استخدامه في العصر الروماني.[2]
- بليموث (Plymouth, Devon): عُثر على أدلة لمستوطنة رومانية على الجانب الشمالي من الميناء.[2]
- إيكتيس (Ictis): ميناء قديم لتجارة القصدير، مذكور من قبل المؤرخين الكلاسيكيين.[2]

تم إنشاء مستوطنات جديدة طوال الفترة الرومانية، منها شيساوستر (Chysauster) وتريفيلغي هيد (Trevelgue Head)، وكلاهما اتسم بالطابع الأصلي غير الروماني. بالقرب من بادستو (Padstow)، وُجد موقع ذو أهمية استُوطن منذ العصر البرونزي المتأخر وحتى القرن السادس الميلادي. يقع الآن مدفونًا تحت الرمال مقابل كنيسة سانت إينودوك (St. Enodoc's Church)، وقد كان يُعد ما يُشبه حصن الساحل الغربي على غرار حصون الشاطئ الساكسونية في الشرق. عُثر فيه على خزف بيزنطي وأفريقي. في مزرعة ماجور في إيلوجان ، بالقرب من كامبورن ، تم تحديد موقع أثري على أنه فيلا .

## علم الآثار
يُعتقد أن قبيلة الدومنونيين (Dumnonii) كانت تقطن أراضٍ نائية نسبيًا تقع في كورنوال، وديفون، وسومرست، وربما أجزاء من دورست. وتشير الروابط الثقافية، كما يظهر من الفخار المكتشف، إلى أن علاقاتهم كانت أقوى مع شبه جزيرة أرموريكا (في فرنسا الحديثة عبر القناة)، وليس مع جنوب شرق بريطانيا. لا يبدو أن الدومنونيين كانوا شعبًا ذا نظام سياسي مركزي؛ فالنقود المعدنية نادرة نسبيًا، ولم يُعثر على أي منها قد صُك محليًا. كما أن التحصينات التلية (من العصرين البرونزي والحديدي)، والمزارع المحصنة المعروفة محليًا باسم "راوندز" (Rounds)، تدل على وجود عدد من الجماعات القبلية الصغيرة المتجاورة التي كانت تعيش جنبًا إلى جنب.
تُعرف دومنونيا بكثرة المستوطنات المستمرة منذ العصر الروماني-البريطاني، ولكنها تفتقر إلى نظام الفيلات الرومانية الذي كان شائعًا في بقية المقاطعات الرومانية. وقد كشفت الأبحاث الأثرية المحلية عن وجود مزارع معزولة محاطة بأسوار تُعرف محليًا باسم "راوندز"، والتي يبدو أنها استمرت بعد انسحاب الرومان من بريطانيا، ولكنها استُبدلت لاحقًا، في القرنين السادس والسابع الميلاديين، بـ مزارع غير مسوّرة أخذت أسماء طوبونيمية بريطونية تبدأ بـ "tre-" (مثل: Trevone, Trethevy)، وهي شائعة حتى اليوم في كورنوال .
كما هو الحال في معظم مناطق البريطونيين الأخرى، أُعيد تحصين بعض التحصينات التلية من العصر الحديدي، مثل قلعة هيمبوري (Hembury Castle)، لاستخدامها من قبل الزعماء أو الملوك. كما يبدو أن مواقع ذات مكانة عالية مثل تينتاجل (Tintagel) قد أُعيد بناؤها خلال هذه الفترة.
وقد عُثر على فخار مستورد يعود لما بعد العصر الروماني في العديد من المواقع في جميع أنحاء المنطقة، ولا تزال الزيادة المفاجئة في الفخار المستورد من البحر المتوسط أو الإمبراطورية البيزنطية في أواخر القرن الخامس الميلادي غير مفسرة بشكل مُرضٍ حتى الآن.

## الصناعات
بجانب الصيد والزراعة، كانت التعدين، وخصوصًا استخراج القصدير، هي المورد الاقتصادي الرئيسي لقبيلة الدومنونيين (Dumnonii). إذ أن منطقة دومنونيا كانت تُستَغل منذ العصور القديمة لتعدين القصدير، الذي كان يُصدَّر من ميناء التجارة القديم المعروف باسم إيكتيس (Ictis)، والذي يُعتقد أنه سانت مايكل ماونت (St Michael's Mount) اليوم. يعود بداية استخراج القصدير (وخاصة عبر تقنية "الجرف المائي" streaming) إلى العصر البرونزي المبكر، حوالي القرن الثاني والعشرين قبل الميلاد. وكانت منطقة غرب كورنوال، خاصة حول خليج ماونت (Mount’s Bay)، تُعتبر تقليديًا بأنها كانت موطنًا لزيارات تجار المعادن من شرق البحر المتوسط
خلال الألفية الأولى قبل الميلاد، أصبحت التجارة أكثر تنظيمًا، أولًا مع الفينيقيين، الذين أسسوا مستعمرة قادس (Gades، اليوم قادس في إسبانيا) حوالي عام 1100 ق.م، ثم مع الإغريق، الذين أسسوا مارسيليا (Massilia) وناربون (Narbo) حوالي عام 600 ق.م.
كان يتم جمع القصدير المكرر في إيكتيس، ومن ثم يُنقل عبر خليج بسكاي إلى مصب نهر اللوار، ومنه إلى قادس عن طريق واديي اللوار والرون. ثم يُبحر به في السفن عبر البحر المتوسط إلى قادس.
بين 500 و450 ق.م، أصبح للقصدير أهمية متزايدة، وظهرت مستوطنات محصنة مثل قلعة تشون (Chun Castle) وقلعة كينيدجاك (Kenidjack Castle) لحماية مصاهر القصدير والمناجم.
أقدم وصف موثق لتعدين القصدير في كورنوال جاء على يد بيثياس الماسيلي (Pytheas of Massilia) أواخر القرن الرابع قبل الميلاد، بعد رحلته البحرية حول الجزر البريطانية. وقد وصف التعدين تحت الأرض، رغم أن زمن بدايته الفعلية غير معروف. ونقل روايته لاحقًا مؤرخون آخرون مثل بلينيوس الأكبر وديودور الصقلي.
يُحتمل أن تجارة القصدير مع البحر المتوسط كانت تحت سيطرة شعب الفينيت (Veneti) في مراحل لاحقة . وكانت بريطانيا تُعتبر أحد المواقع المقترحة لـ "كاسيتيريدس" (Cassiterides)، أي "جزر القصدير".
استمر العمل في تعدين القصدير خلال فترة الاحتلال الروماني، ولكن يبدو أن الإنتاج قد تراجع بسبب توفر مصادر جديدة في أيبيريا (إسبانيا والبرتغال حاليًا). ولكن، عندما نضبت تلك المصادر، عاد إنتاج القصدير في دومنونيا للارتفاع، ويبدو أنه بلغ ذروته في القرن الثالث الميلادي.

## دومنونيا شبه الرومانية وما بعد الرومانية
تأتي التاريخية شبه الرومانية أو ما بعد الرومانية لمنطقة دومنونيا (Dumnonia) من مجموعة متنوّعة من المصادر، وتُعدّ صعبة للغاية في التفسير، وذلك بسبب تداخل الحقائق التاريخية بالأساطير والتواريخ المزيفة أو المضطربة علاوة على كون المصادر المتوفرة مكتوبة بلغات مختلفة مثل الويلزية الوسطى واللاتينية .
- "خراب بريطانيا" (De Excidio Britanniae) للمؤرخ غيلداس (Gildas)، والذي ينتقد الطبقة الحاكمة في بريطانيا بعد الرومان، ويعطي إشارات مهمة عن الملوك المحليين.
- "تاريخ البريطونيين" (Historia Brittonum) المنسوب إلى نينيوس (Nennius)، والذي يقدّم سردًا يجمع بين الأسطورة والتاريخ، ويُذكر فيه عدد من الملوك والقبائل.
- حوليات كامبريا (Annales Cambriae)، وهي سجلات مختصرة بالأحداث التاريخية المهمة في بريطانيا الويلزية.
- السجل الأنغلو-ساكسوني (Anglo-Saxon Chronicle)، والذي يُوثّق من منظور الساكسون، ويشير إلى حروبهم وتوسّعهم في أراضي مثل دومنونيا.
- أعمال ويليام أوف مالمسبري (William of Malmesbury) مثل:
  - "أعمال ملوك الإنجليز" (Gesta Regum Anglorum).
  - "في قدم كنيسة غلاستونبري" (De Antiquitate Glastoniensis Ecclesiae).
- نصوص أدبية وتاريخية من الأدب الويلزي الوسيط مثل:
  - الكتاب الأسود لكارمارثين (Black Book of Carmarthen).
  - الكتاب الأحمر لهيرغيست (Red Book of Hergest).
- "التاريخ الكنسي لشعب الإنجليز" (Historia ecclesiastica gentis Anglorum) للمؤرخ الإنجليزي بيدي (Bede).
- "نسب رجال الشمال" (Bonedd Gwŷr y Gogledd) الموجود في مخطوطة بنيارث رقم 45 (Peniarth MS 45) وغيرها.
- كتاب باغلان (Book of Baglan)، وهو سجل أنساب وملوك من العصور الوسطى.

## قراءة إضافية
- بطليموس . الجغرافيا
- بيجيه، ماري فرانس. "الملاحظة والتاريخ: سباق chez Amédée Thierry et William F. Edwards" في L'Homme 153 (بالفرنسية)
- تييري، أميدي. L'Histoire des Gaulois pt iii، الفصل الثاني (بالفرنسية)
- واشر، جون. مدن بريطانيا الرومانية ، الطبعة الثانية BCA، لندن، 1995، ص. 335-343؛ الشكل 151
- ويبستر، جراهام. الغزو الروماني لبريطانيا . لندن، 1993، ص. 159.
- قاعدة بيانات مشروع الأحجار المنقوشة السلتية (CISP) على الإنترنت
- بيدي . التاريخ الكنسي لإنجلترا : الكتاب الأول ، الكتاب الثاني ، الكتاب الثالث ، الكتاب الرابع ، الكتاب الخامس

### حوليات كامبريا
- فيليمور، إيجيرتون، محرر. "حوليات كامبريا وأنساب ويلز القديمة من مخطوطة هارليان رقم 3859"، ي. سيمرودور ؛ 9 (1888) ص. 141–183.
- ريمفري، ب.م، حوليات كامبريا: ترجمة هارليان 3859؛ PRO E.164/1؛ دوميتيان القطني، أ 1؛ مخطوطات مكتبة كاتدرائية إكستر. 3514 وMS Exchequer DB Neath، PRO E ((ردمك 1-899376-81-X) )
- ويليامز (أب إيثيل)، جون، أد. (1860)، حوليات كامبريا (4441-288) ، لندن: لونجمان، جرين، لونجمان، وروبرتس.

## روابط خارجية
- http://www.ucc.ie/celt/published/G100002/index.html
- السير الذاتية للملوك وغيرهم من أفراد العائلة المالكة من تلك الممالك غير المعروفة التي كانت موجودة في بريطانيا خلال عصر الملك آرثر في
- https://web.archive.org/web/20090812235920/http://www.trevithick-society.org.uk/industry/cornish_history.htm
- دومنوني في Roman-Britain.co.uk